# Église luthérienne de Terijoki
L'église luthérienne située à Terijoki, dans l'Isthme de Carélie, fut acquis par la Russie quand des territoires furent cédés par la  Finlande à l'URSS.

## Histoire
La paroisse est fondée en 1904 et l’église est conçue et construite en 1908 par l'architecte Josef Stenbäck.
La ville de Terijoki doit être évacuée rapidement au début de Guerre d'Hiver. C'est la raison pour laquelle peu d'objets cultuels ont pu être sauvés. Quand les finlandais reprennent Terijoki en 1941 ils découvrent que l'église a été transformée en Salle de cinéma, les bancs de l'église ont été dispersés comme bancs de parcs, le retable peint en 1913 par l'artiste Ilmari Launis Le christ descend de la croix a disparu avec d'autres décorations et le clocher a été abattu. Les soldats du régiment de Vallila ayant pris part à la reprise de Terijoki offrent à l'église un nouveau retable Le Christ dans la tempêtede l'artiste Eeli Jaatinen.
Ce retable est sauvé in extremis lors de l'évacuation de 1944 et il est offert à la paroisse de Pusula.
En 1998, le clocher est reconstruit et l'église peut reprendre ses activités d'église luthérienne. Les paroisses de Järvenpää et de Hämeenlinna ont financé les réparations. À la place du retable, il y a un crucifix en bois.
Elle est réputée aujourd'hui pour ses concerts d'orgue.

## Photographies de l'église avant guerre

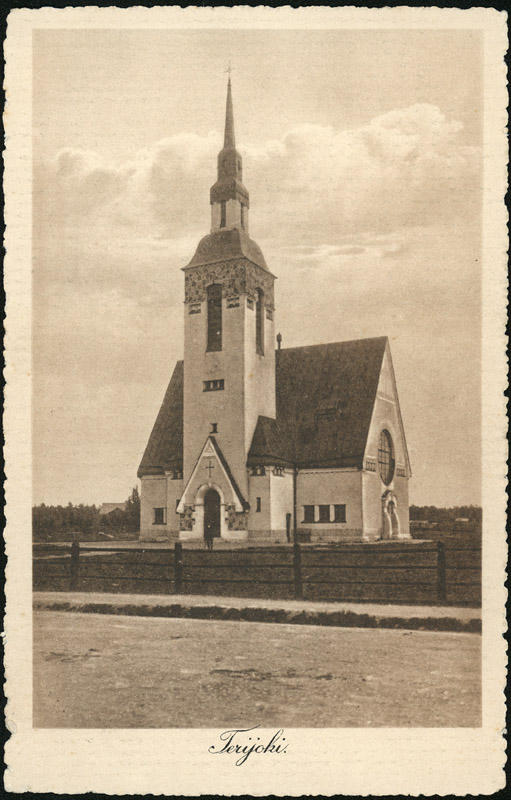
L'église de Terijoki en 1910
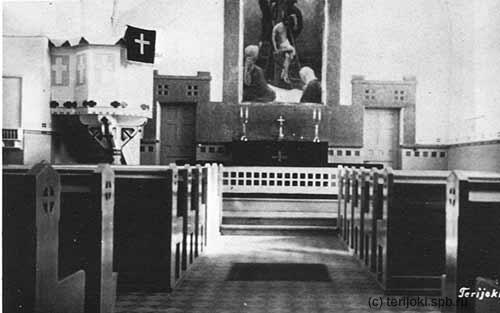
Vue intérieure de l'église de Terijoki en 1908
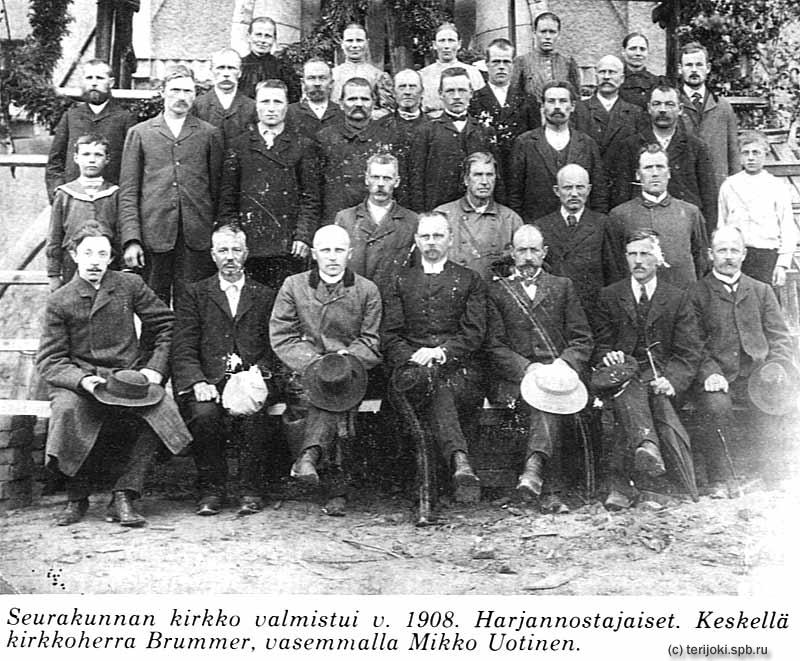
Baptême de l'église en 1908. Au centre le Pasteur Toivo Brummer, à gauche Mikko Uotinen[1].
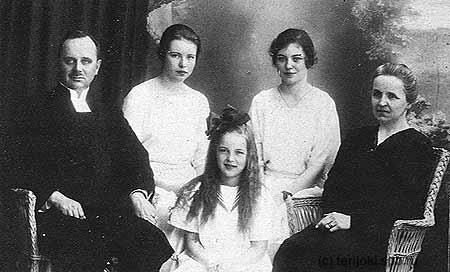
Le pasteur Toivo Brummer et sa famille en 1910.

## Monument et plaques en mémoire des soldats finlandais tombés pendant la guerre

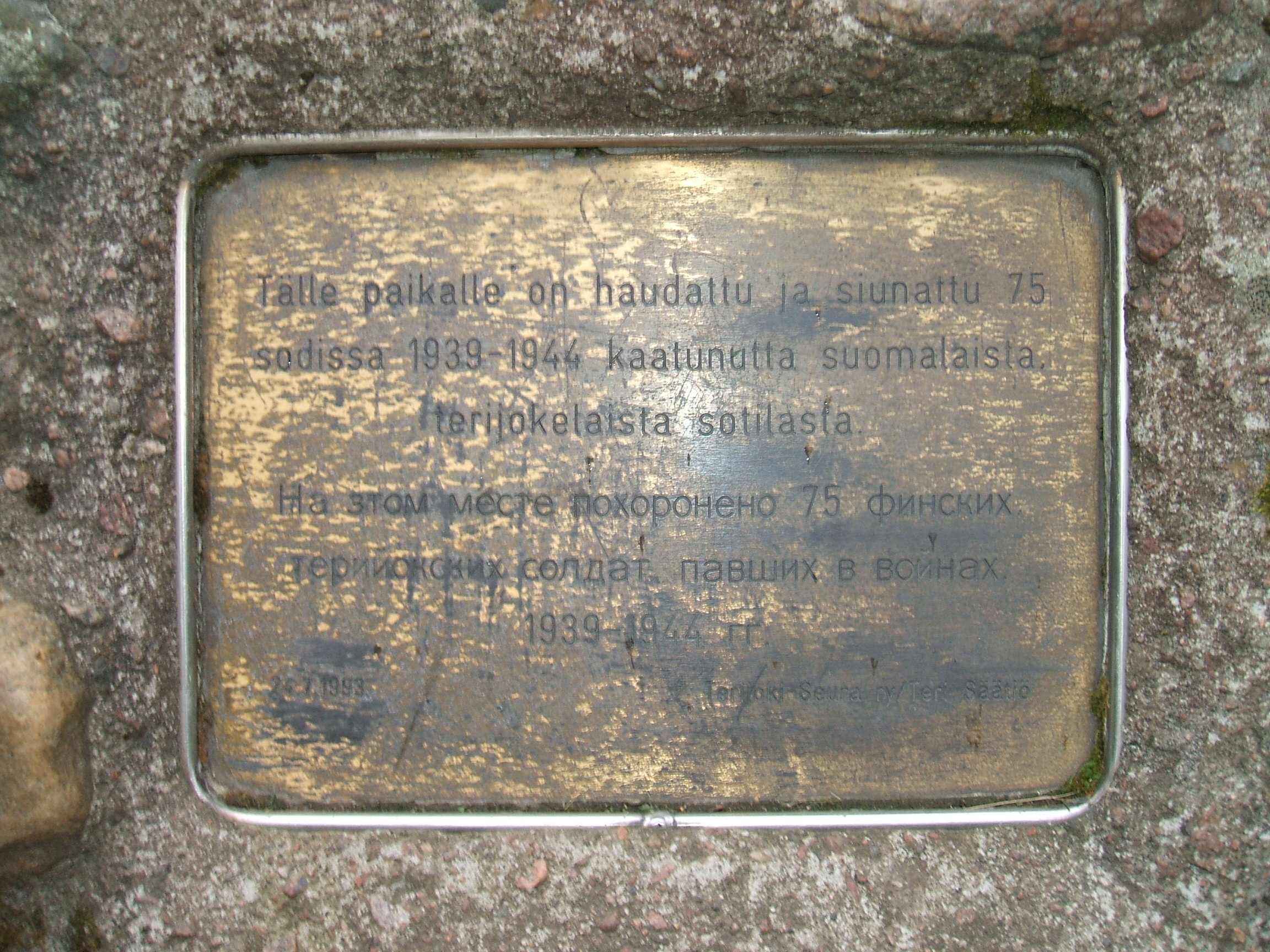
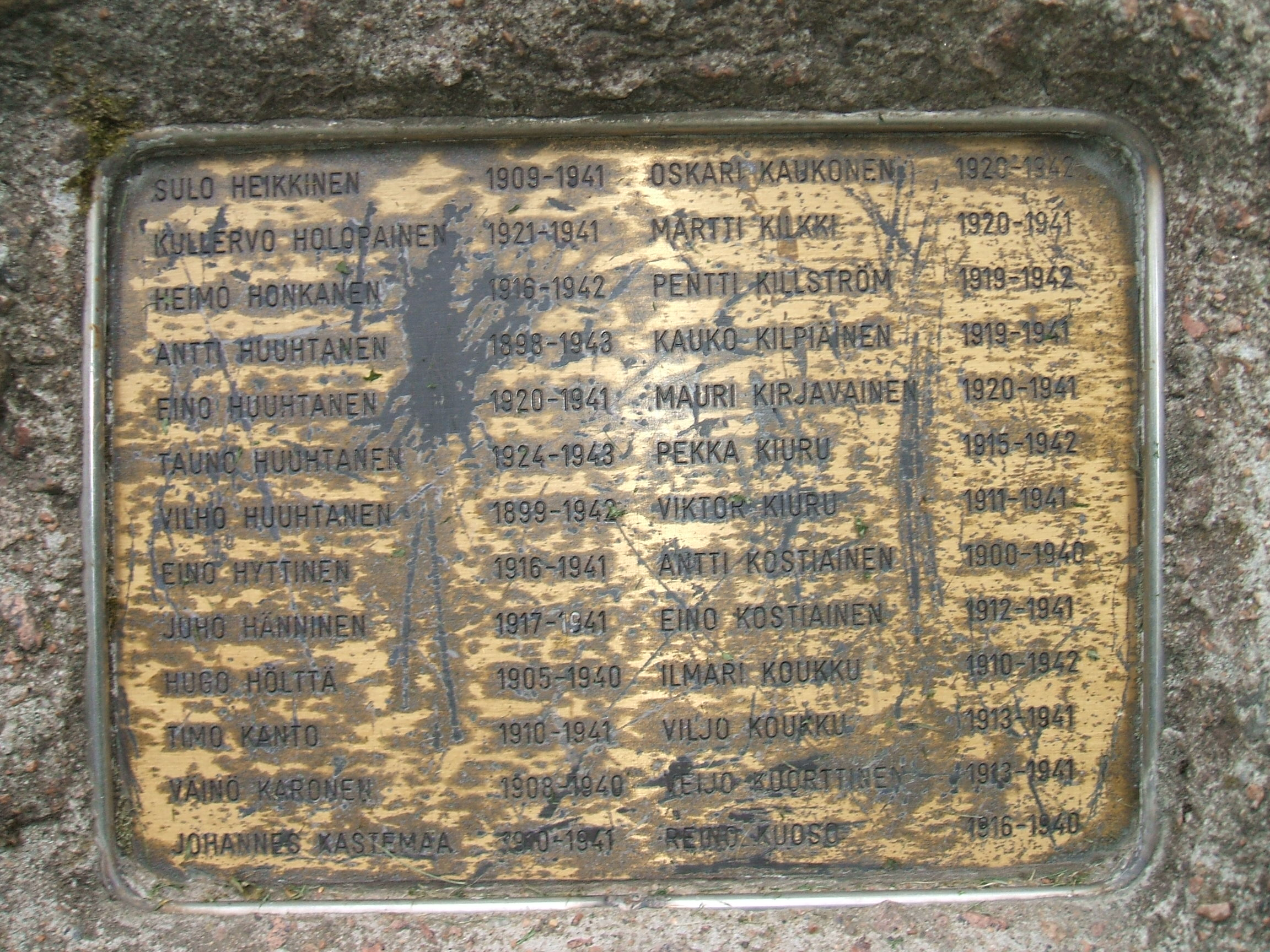
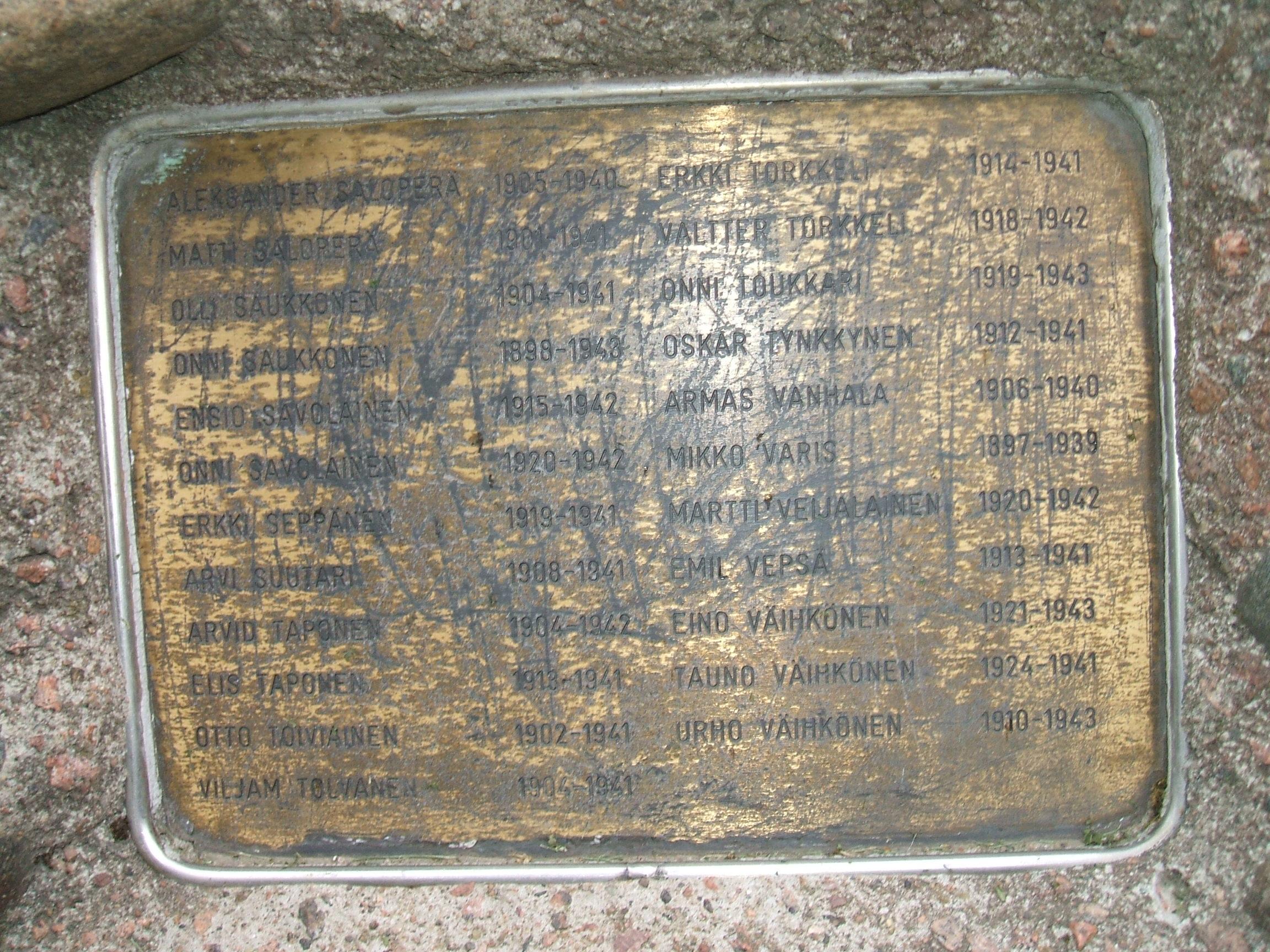
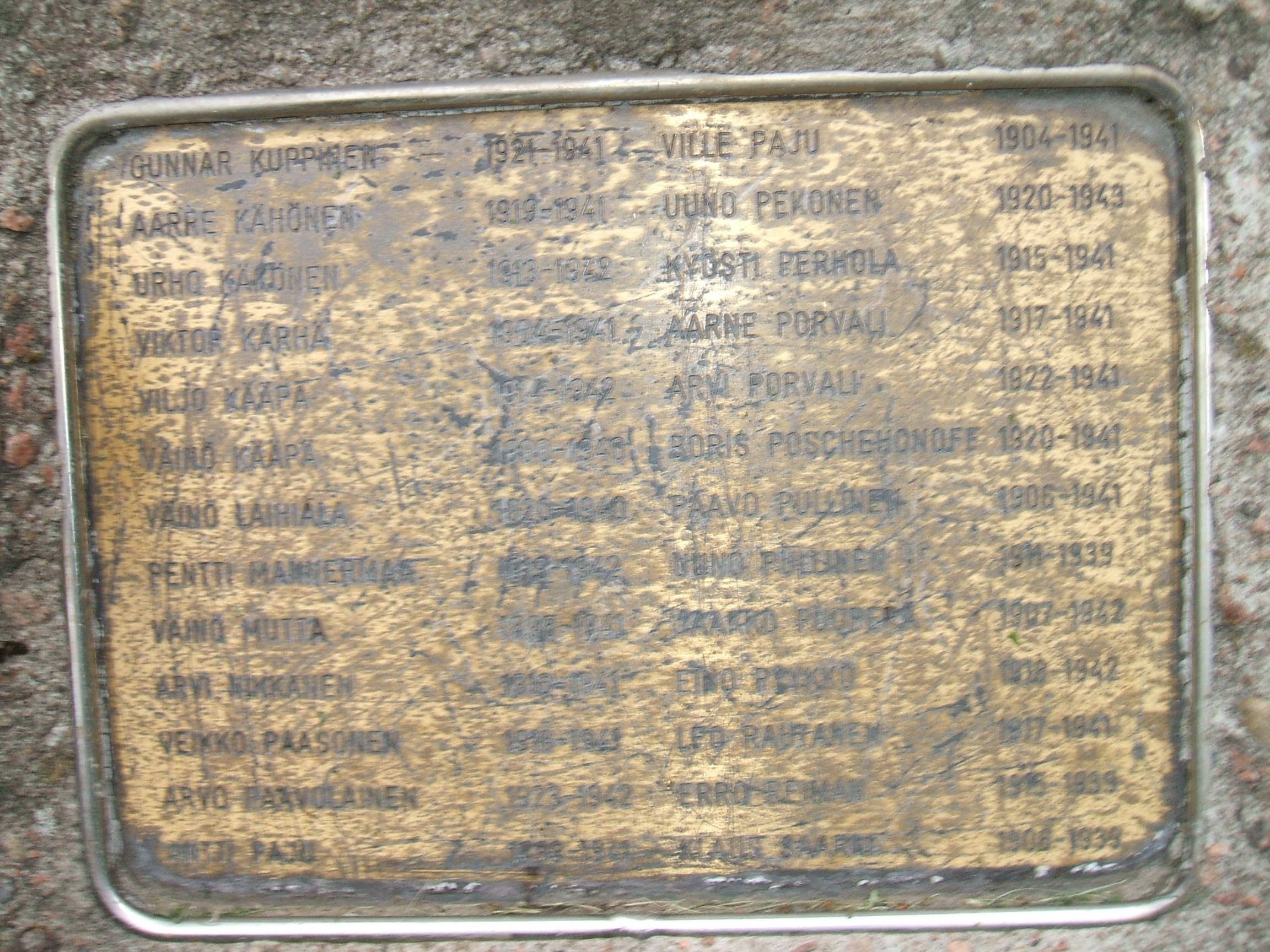
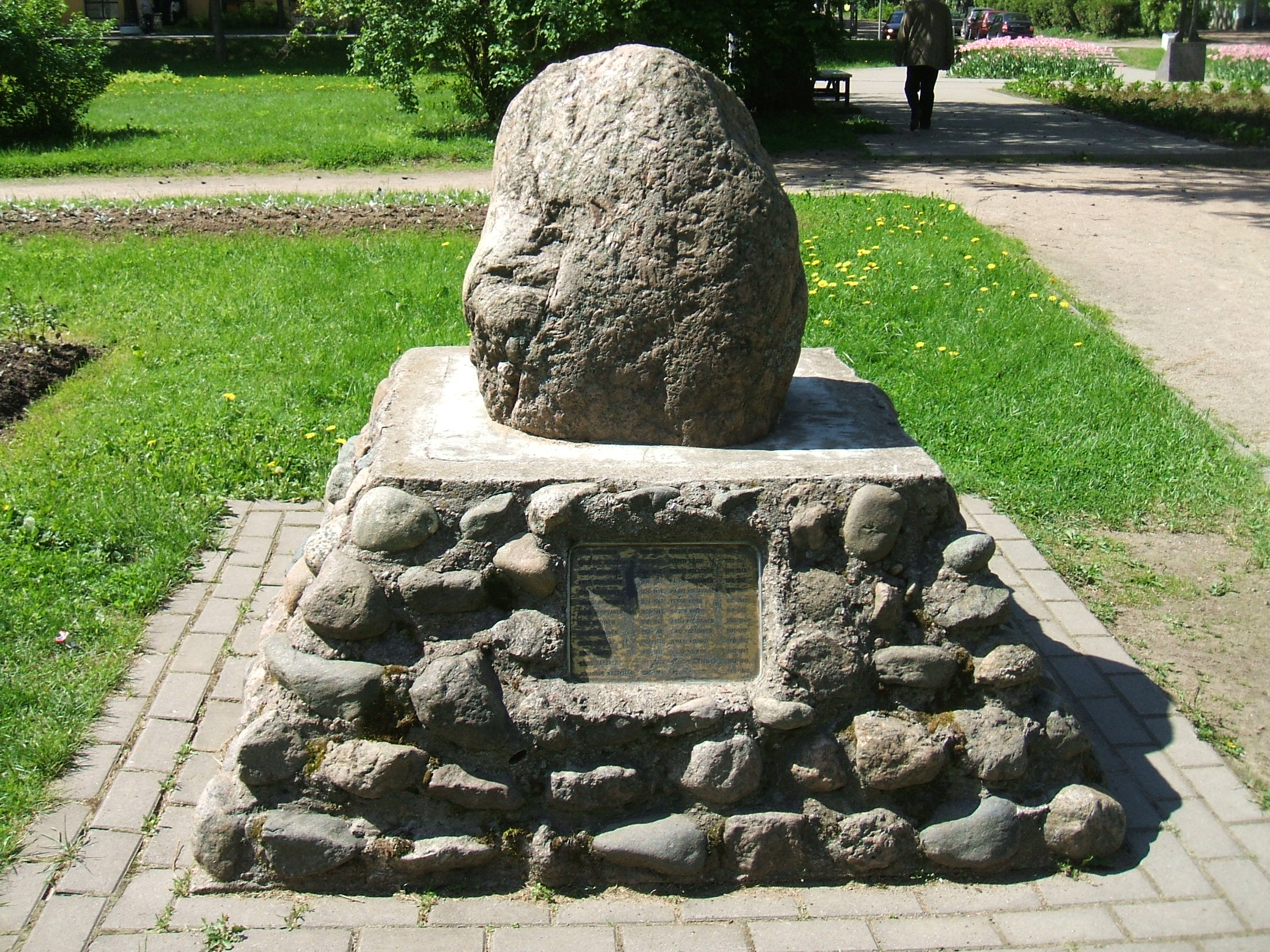